# Amanda Carreras
Amanda Carreras (16 de mayo de 1990, Gibraltar) es una jugadora de tenis británica. A fines de 2021, ocupa el puesto 467 del ranking de la WTA.
Carreras ha ganado 11 títulos individuales y 14 de dobles en el circuito ITF. El 24 de abril de 2017 logró su mejor ranking individual, el número 236 mundial, mientras el 21 de mayo de 2017 logró su mejor ranking de dobles, el número 279.
El 24 de julio de 2012, Carreras llevó la llama olímpica en el relevo de linterna en Ealing, Londres. Nicola Bosio (otro atleta gibraltareño) pasó la llama a Amanda, quien fue designada mejor deportista de Gibraltar.

## Títulos ITF

### Singles (11)
| Leyenda          |
| ---------------- |
| $100,000 torneos |
| $80,000 torneos  |
| $60,000 torneos  |
| $25,000 torneos  |
| $15,000 torneos  |
| $10,000 torneos  |

| Finales por superficie |
| ---------------------- |
| Dura (0)               |
| tierra batida (10)     |
| Hierba (0)             |
| Alfombra (1)           |

| Núm. | Fecha                    | Categoría | Torneo             | Superficie        | Adversario             | Puntuación              |
| ---- | ------------------------ | --------- | ------------------ | ----------------- | ---------------------- | ----------------------- |
| 1.   | 11 de mayo de 2009       | $10,000   | Antalya, Turquía   | tierra batida     | Garbiñe Muguruza       | 7–5, 7–5                |
| 2.   | 18 de mayo de 2009       | $10,000   | Antalya, Turquía   | tierra batida     | Sandra Roma            | 7–6(9–7), 6–7(2–7), 6–4 |
| 3.   | 1 de noviembre de 2010   | $10,000   | La Marsa, Túnez    | tierra batida     | Erika Zanchetta        | 7–6(7–4), 6–0           |
| 4.   | 21 de mayo de 2012       | $10,000   | Guecho, España     | tierra batida     | Yvonne Cavallé Reimers | 6–3, 4–6, 6–4           |
| 5.   | 3 de noviembre de 2014   | $10,000   | Vinaroz, España    | tierra batida     | Diana Šumová           | 6–4, 6–1                |
| 6.   | 9 de febrero de 2015     | $10,000   | Palma Nova, España | tierra batida     | Olga Sáez Larra        | 6–4, 7–6(7–3)           |
| 7.   | 16 de febrero de 2015    | $10,000   | Palma Nova, España | tierra batida     | Cristina Bucșun        | 7–5, 6–0                |
| 8.   | 14 de septiembre de 2015 | $10,000   | Pula, Italia       | tierra batida     | Jessica Pieri          | 6–4, 6–3                |
| 9.   | 9 de noviembre de 2015   | $10,000   | Benicarló, España  | tierra batida     | Diana Šumová           | 6–3, 6–2                |
| 10.  | 25 de noviembre de 2018  | $15,000   | Solarino, Italia   | Alfombra          | Catalina Pella         | 6-4 3-6 7-5             |
| 11.  | 24 de marzo de 2019      | $15,000   | Le Havre, Francia  | tierra batida (i) | Emeline Dartron        | 4-6 6-3 6-1             |

### Dobles: 14
| Leyenda          |
| ---------------- |
| $100,000 torneos |
| $80,000 torneos  |
| $50,000 torneos  |
| $25,000 torneos  |
| $15,000 torneos  |
| $10,000 torneos  |

| Finales por superficie |
| ---------------------- |
| Duro (1)               |
| Clay (13)              |
| Hierba (0)             |
| Alfombra (0)           |

| Núm. | Fecha                    | Categoría | Torneo                    | Superficie | Socio                    | Adversarios                                 | Puntuación                  |
| ---- | ------------------------ | --------- | ------------------------- | ---------- | ------------------------ | ------------------------------------------- | --------------------------- |
| 1.   | 11 de mayo de 2009       | $10,000   | Antalya, Turquía          | Clay       | Valentina Sulpizio       | An-Sophie Mestach Sofie Oyen                | 4–6, 6–3, [10–4]            |
| 2.   | 18 de mayo de 2009       | $10,000   | Antalya, Turquía          | Clay       | Valentina Sulpizio       | Julia Klackenberg Sandra Roma               | 6–0, 6–3                    |
| 3.   | 23 de noviembre de 2009  | $10,000   | La Vall d'Uixó, España    | Clay       | Lara Arruabarrena        | Yera Campos Molina Sandra Soler Sola        | 6–4, 3–6, [11–9]            |
| 4.   | 3 de mayo de 2010        | $25,000   | Río de Janeiro, Brasil    | Clay       | Bianca Botto             | María Fernanda Álvarez Terán Andreja Klepač | 3–6, 6–4, [10–8]            |
| 5.   | 1 de noviembre de 2010   | $10,000   | La Marsa, Túnez           | Clay       | Sheila Solsona Carcasona | Ximena Hermoso Ivette López                 | 6–4, 7–5                    |
| 6.   | 22 de noviembre de 2010  | $10,000   | La Vall d'Uixó, España    | Clay       | Andrea Gámiz             | Lara Arruabarrena Benedetta Davato          | 7–6(7–5), 6–3               |
| 7.   | 13 de junio de 2011      | $10,000   | Montemor-o-Novo, Portugal | Duro       | Andrea Gámiz             | Ximena Hermoso Ivette López                 | 6–3, 6–4                    |
| 8.   | 9 de febrero de 2015     | $10,000   | Palma Nova, España        | Clay       | Alice Savoretti          | Valeria Savinykh Alyona Sotnikova           | 6–4, 6–1                    |
| 9.   | 20 de julio de 2015      | $10,000   | Viserba, Italia           | Clay       | Alice Savoretti          | Martina di Giuseppe Giorgia Marchetti       | 6–3, 3–6, [10–3]            |
| 10.  | 28 de septiembre de 2015 | $10,000   | La Vall d'Uixó, España    | Clay       | Alice Savoretti          | María Cañero Pérez María Gutiérrez Carrasco | 6–1, 6–2                    |
| 11.  | 9 de noviembre de 2015   | $10,000   | Benicarló, España         | Clay       | Alice Savoretti          | Oleksandra Korashvili Maria Marfutina       | 6–3, 6–2                    |
| 12.  | 16 de mayo de 2016       | $25,000   | Caserta, Italia           | Clay       | Alice Savoretti          | Oleksandra Korashvili Maria Marfutina       | 6–7(9–11), 7–6(7–5), [10–6] |
| 13.  | 20 de junio de 2016      | $10,000   | Nieuwpoort, Bélgica       | Clay       | Alice Savoretti          | Steffi Distelmans Quirine Lemoine           | 6–2, 6–7(4–7), [10–8]       |
| 14.  | 14 de noviembre de 2016  | $10,000   | Benicarló, España         | Clay       | Charlotte Römer          | Oleksandra Korashvili Isabelle Wallace      | 5–7, 6–3, [10–7]            |